# Blaugrüne Segge
Die Blaugrüne Segge (Carex flacca Schreb., Synonym: Carex glauca Scop.), auch als Schlaffe Segge, Blau-Segge oder, in älteren Werken, auch Meergrüne Segge oder Blaugraue Segge  bezeichnet, ist eine Pflanzenart aus der Gattung der Seggen (Carex) innerhalb der Familie der Sauergrasgewächse (Cyperaceae).

## Beschreibung

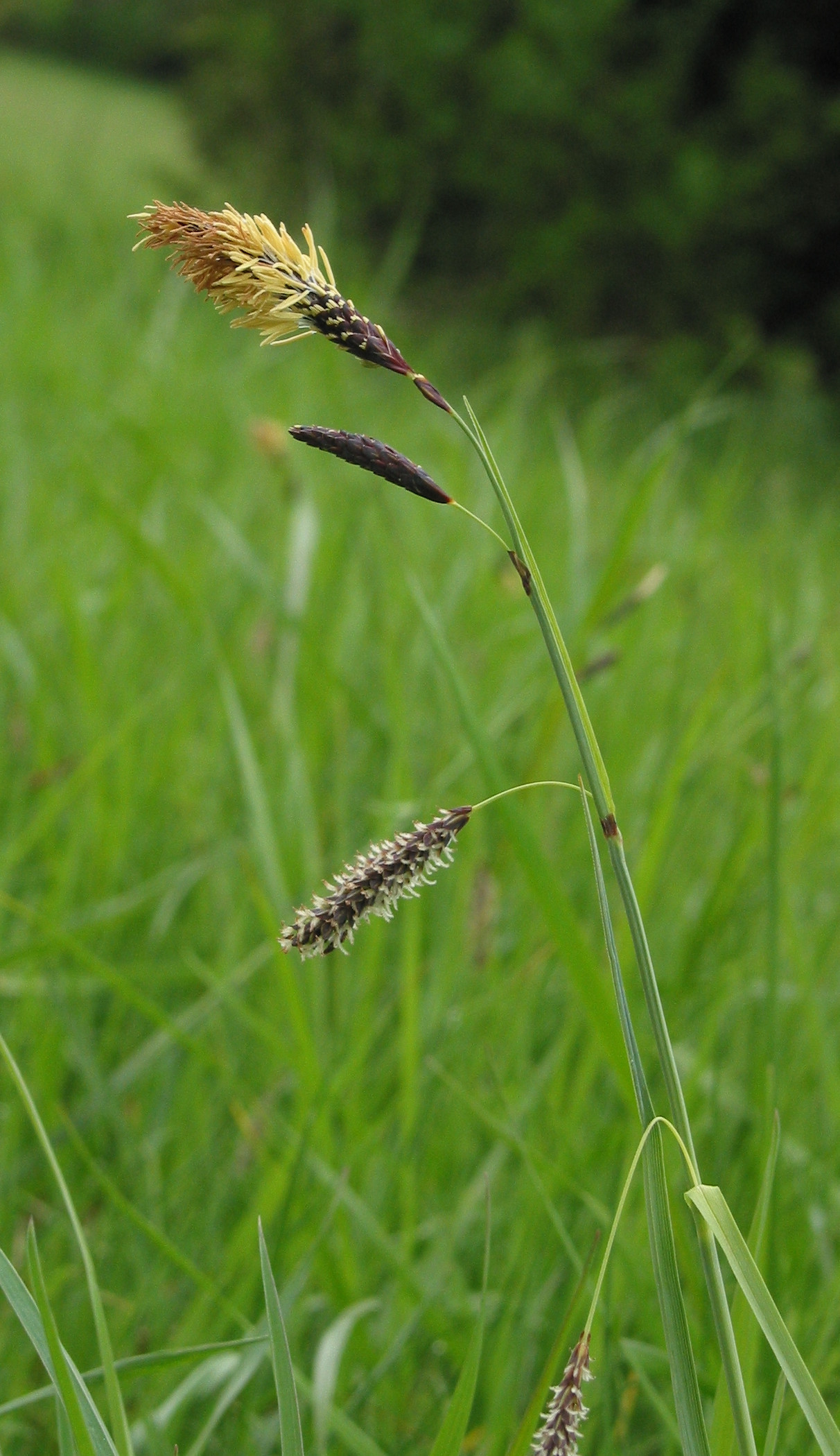
Blütenstand

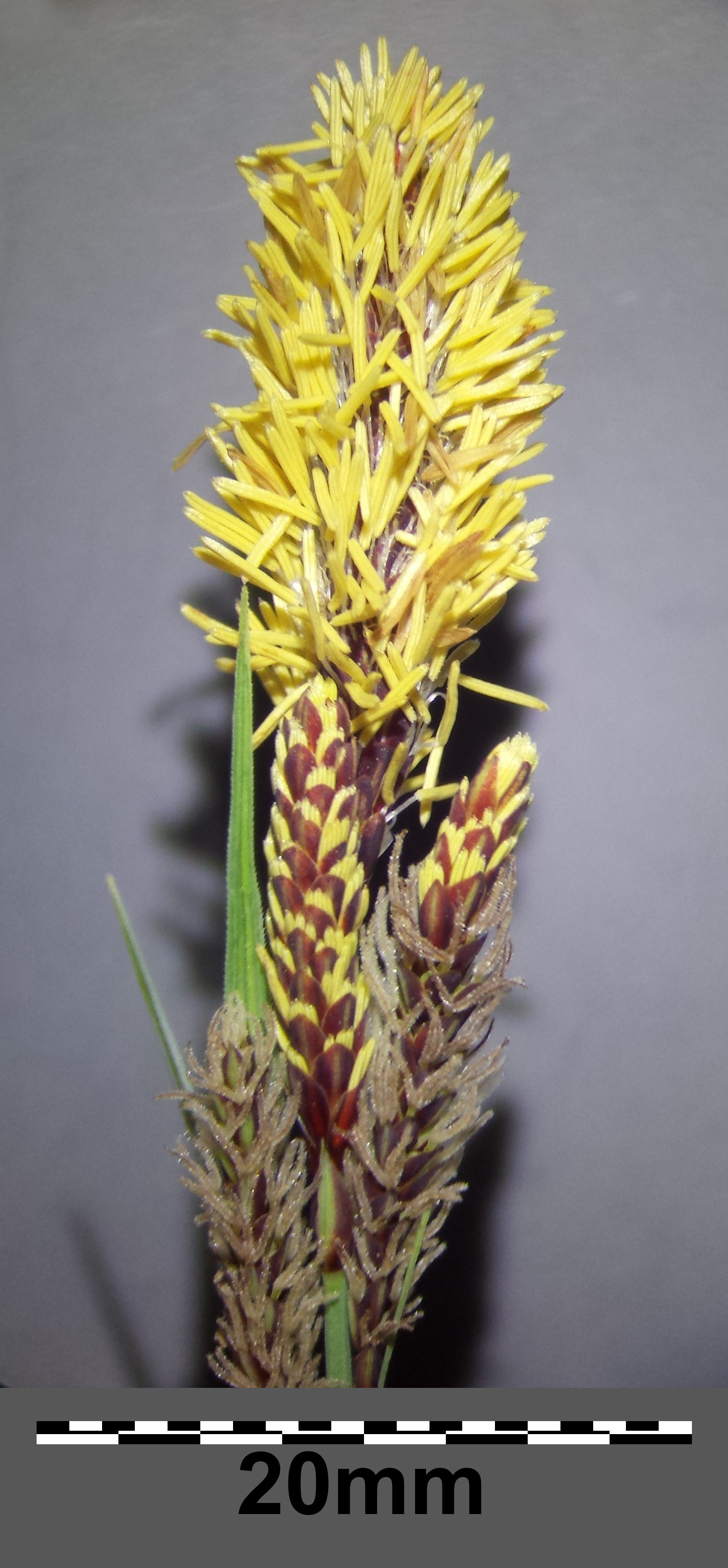
Männliche Ährchen (oben) und weibliche Ährchen (unten)

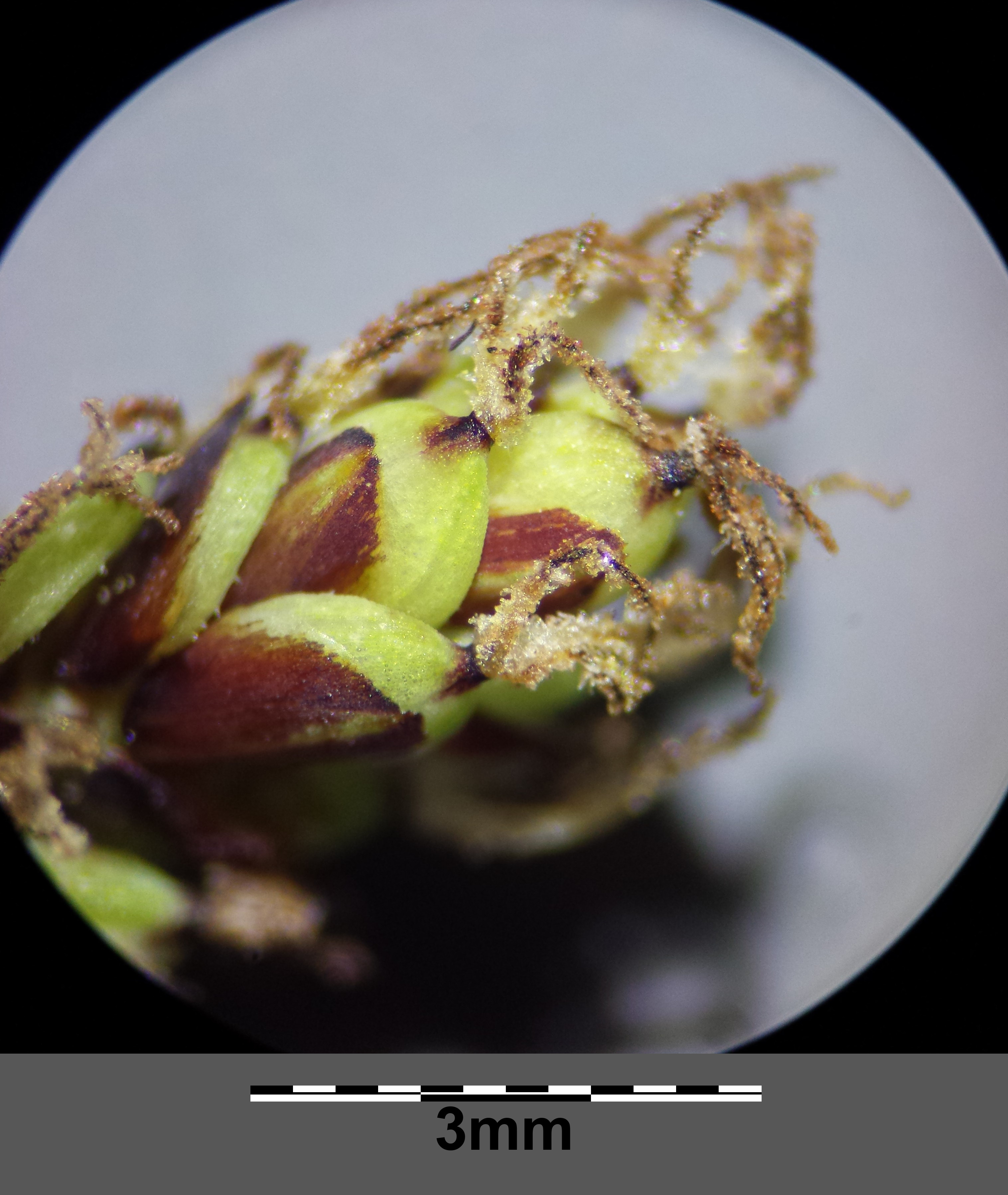
Schläuche

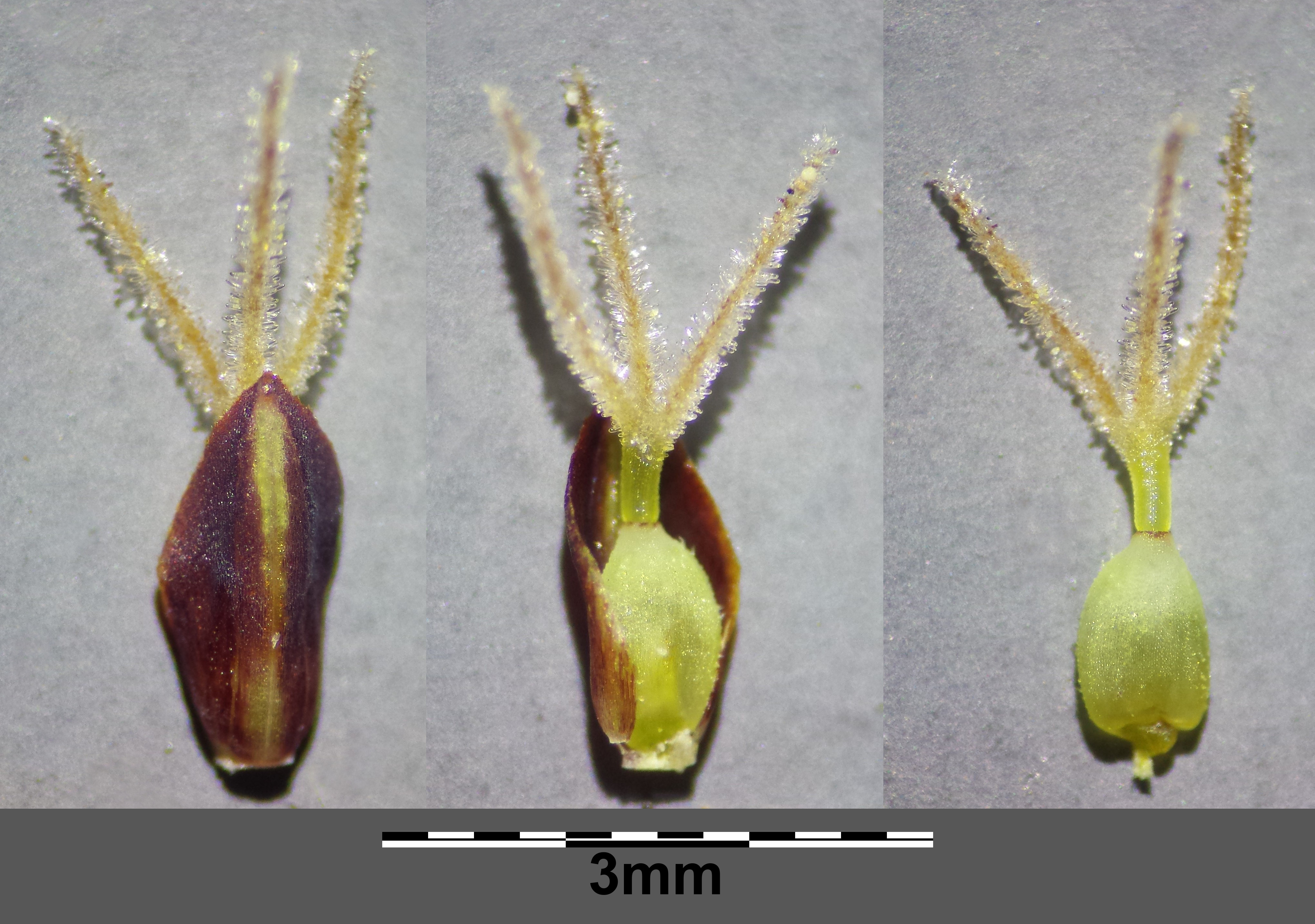
Schlauch mit Deckblatt

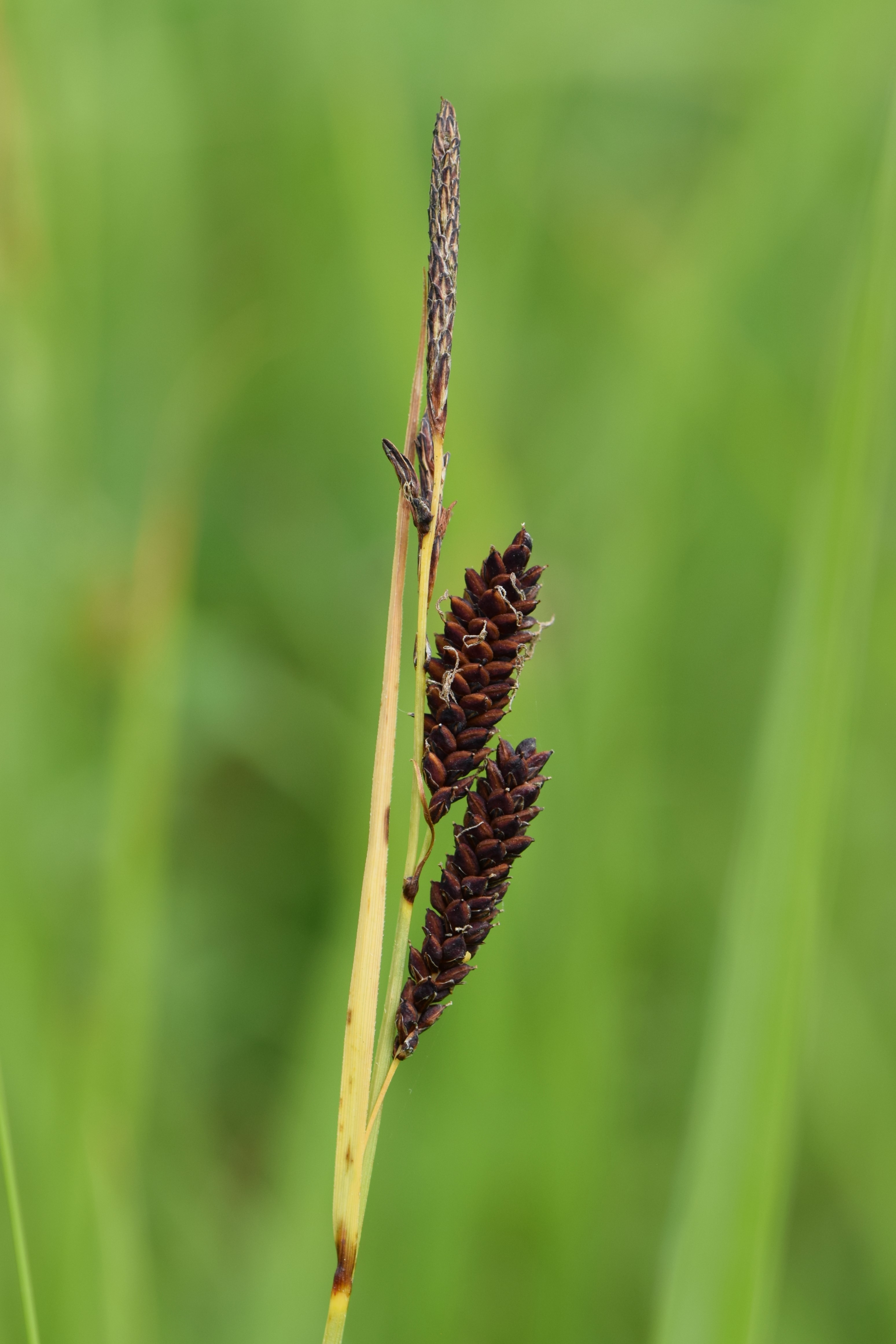
Ähren zur Reifezeit

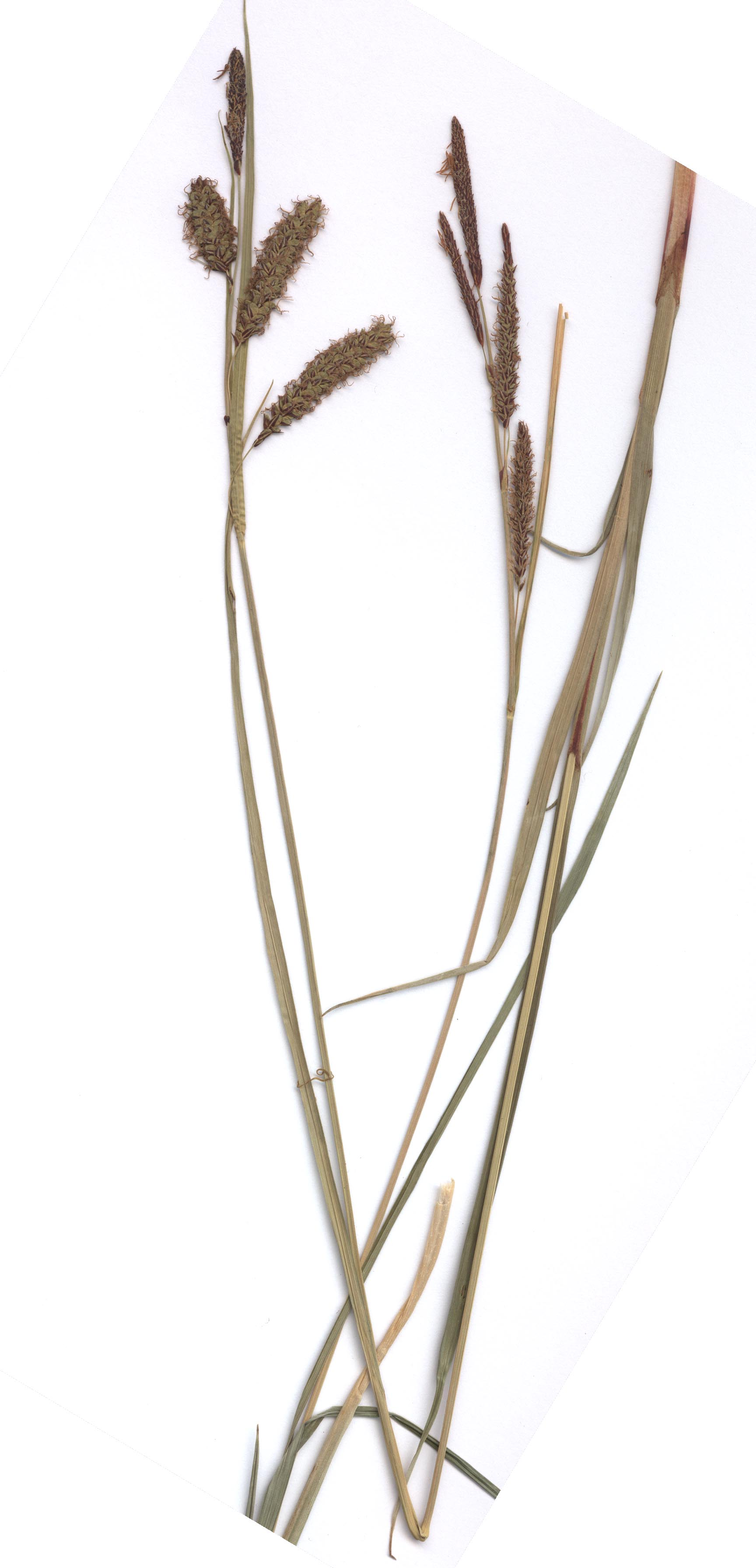
Herbarbeleg

### Vegetative Merkmale
Die Blaugrüne Segge wächst als ausdauernde krautige Pflanze und erreicht Wuchshöhen von 20 bis 50, selten auch bis zu 80 Zentimetern. Sie besitzt lange unterirdische Ausläufer. Der aufrechte Halm ist glatt, stumpf dreikantig, bis 2 Millimeter dick und nur im unteren Teil beblättert. Die Stängelblätter sind vor allem auf der Unterseite blaugrün gefärbt, etwa 2 bis 5 mm breit, steif und am Rande rau. Die grundständigen Blattscheiden sind stark und grob zerschlitzt, aber nicht in Fasern aufgelöst.

### Generative Merkmale
Die Blaugrüne Segge gehört zu den Verschiedenährigen Seggen, bei denen die Ährchen verschieden gestaltet sind. Das obere oder die obersten enthalten dabei fast immer nur männliche Blüten, während das untere oder die unteren fast immer nur weibliche enthalten. Der gesamte Blütenstand besitzt eine Länge von etwa 5 bis 15 (bis 20) Zentimeter. Meist besitzt ein Blütenstand ein bis drei männliche und zwei bis drei weibliche Ährchen. Die männlichen Ährchen sind schmal zylindrisch, meist 2 bis 4 Zentimeter lang und 2 bis 3 Millimeter breit. Die Spelzen der männlichen Ährchen sind länglich spatelförmig, 4 bis 5 Millimeter lang und 1 bis 1,5 Millimeter breit, rotbraun bis hellbraun mit heller gefärbtem Mittelstreifen.
Die weiblichen Ährchen stehen entfernt, sind walzlich geformt, 2 bis 3 Zentimeter lang und 3 bis 5 Millimeter breit, lang gestielt und zuletzt hängend. Die Deckspelzen der weiblichen Ährchen sind eiförmig bis länglich eiförmig, 2 bis 3 Millimeter lang und 1,5 Millimeter breit, spitz und dunkelrotbraun gefärbt mit grünem bis hellbraunem Mittelstreifen. Die Fruchtschläuche sind ellipsoidisch mit einer Länge von 3 bis 4,5 mm, stumpf und besitzen oft eine auswärts gekrümmte Spitze. Sie sind abgeflacht-gewölbt, dunkelbraun bis schwarzfarbig, borstig bewimpert, nervenlos und ohne deutlichen Schnabel. Die weiblichen Blüten haben (2 bis) 3 Narben. Die Frucht ist verkehrt eiförmig, freikantig, 1,5 Millimeter lang, braun und an den Kanten und an der Spitze heller gefärbt.
Die Chromosomenzahl beträgt 2n = 76, auch 38 oder 90.

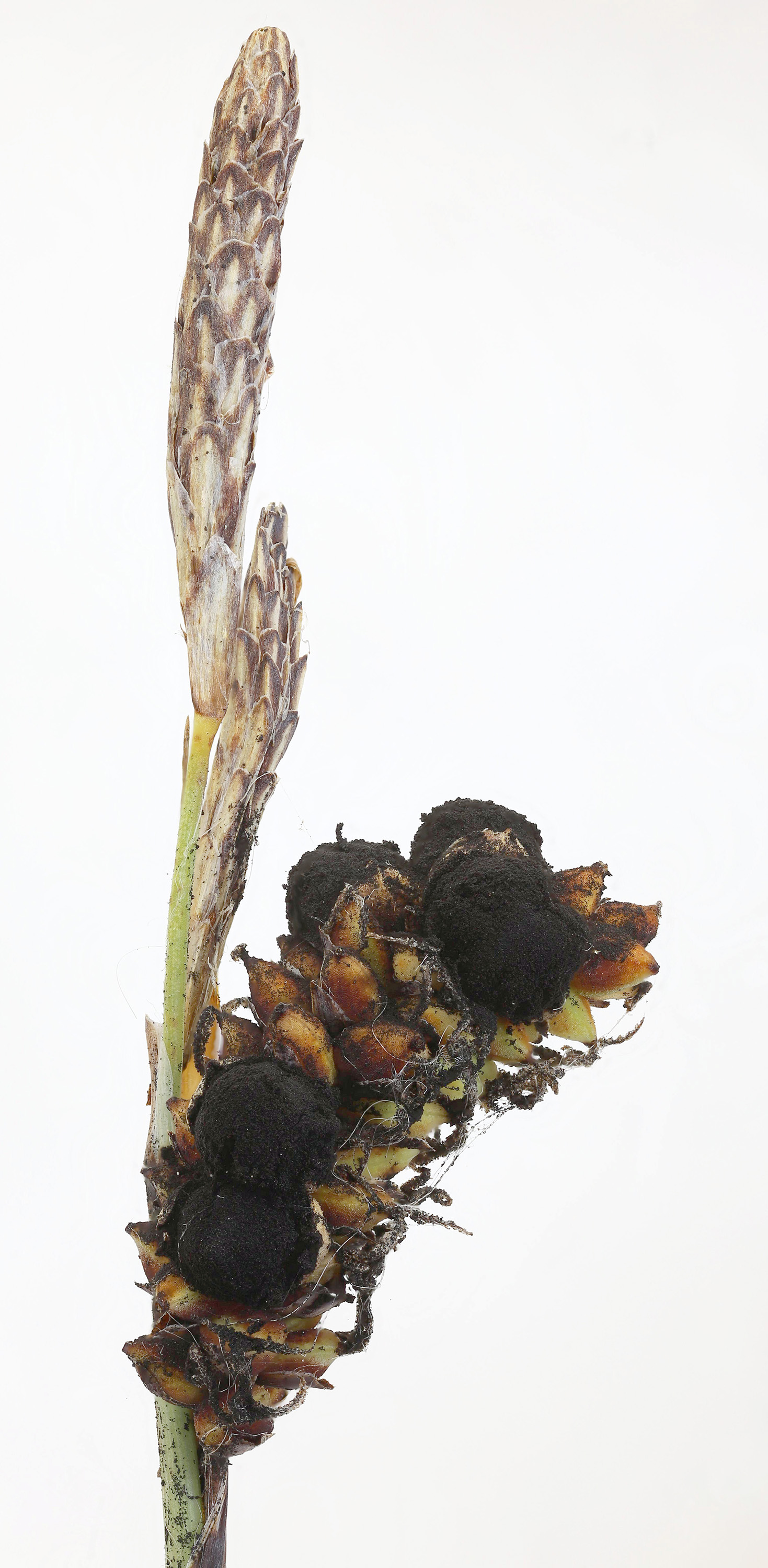
Blaugrüne Segge mit Pilzbefall von Anthracoidea pratensis

## Ökologie und Phänologie
Die vegetative Vermehrung erfolgt durch dicke, unterirdisch kriechende Ausläufer. Die Blätter erhalten durch einen stärkeren Wachsüberzug ihre blaugrüne Färbung. Die Blaugrüne Segge wurzelt bis 30 Zentimeter tief.
Die Blütezeit reicht vorwiegend von April bis Juni. Die Utriculi breiten sich als Regenschwemmling aus; auch eine Ausbreitung durch Regenwürmer wurde beobachtet. Die im Sommer gesammelten Früchte keimen nicht vor 9 bis 10 Monaten. Sie brauchen eine Nachreifezeit. Danach bleiben sie mindestens 5 Jahre keimfähig. Die Sämlinge kommen mindestens in  den beiden ersten Jahren noch nicht zum Blühen.
Die Blaugrüne Segge kann vom Pilz Anthracoidea pratensis aus der Gruppe der Brandpilzartigen (Ustilaginales) befallen werden.

## Vorkommen
Die Blaugrüne Segge ist ein eurasisch-subozeanisch-submediterranes Florenelement. Carex flacca kommt fast in ganz Europa, Kleinasien bis Syrien, Iran, Pakistan, Nordafrika sowie eingeschleppt in Nord- und Mittelamerika vor. In Europa fehlt sie nur in Belarus und in Nordmazedonien. In Mitteleuropa ist sie verbreitet und meist häufig vorkommend. In Österreich und der Schweiz gehört sie zu den häufigsten Seggen-Arten. In Deutschland ist sie im gesamten Gebiet verbreitet und insbesondere in den Kalkgebieten meist häufig in kleinen, lockeren Beständen anzutreffen. Sie fehlt in Mitteleuropa in größeren Gebieten des Tieflandes, auf Silikatböden fehlt sie in kleineren Gebieten. In den Alpen steigt sie im Kanton Wallis bis 2430 Meter und in Graubünden bis 2700 Meter auf. In den Allgäuer Alpen steigt sie am Giebel in Bayern bis zu 1850 m Meereshöhe auf.
Die Blaugrüne Segge wächst auf Feuchtwiesen, Halbtrockenrasen, den Rand von Flachmooren, an Wegrainen und Waldwegen und in lichten Wäldern. Sie kommt häufig in Gesellschaften des Molinion oder wechselfrischen Mesobromion, weiter im Seslerion und Caricion davallianae, aber auch im Carici-Fagetum und in Gesellschaften der Quercetalia pubescentis vor. Sie bevorzugt lehmig-tonigen, eher tiefgründigen Boden, der wenigstens zeitweise feucht sein, sowie reichlich Basen und etwas Kalk enthalten soll. Sie ist sommerwärmebedürftig, aber sie meidet Vollschatten.
Die ökologischen Zeigerwerte nach Landolt et al. 2010 sind in der Schweiz: Feuchtezahl F = 2+w+ (frisch aber stark wechselnd), Lichtzahl L = 3 (halbschattig), Reaktionszahl R = 4 (neutral bis basisch), Temperaturzahl T = 3 (montan), Nährstoffzahl N = 2 (nährstoffarm), Kontinentalitätszahl K = 3 (subozeanisch bis subkontinental), Salztoleranz = 1 (tolerant).

## Systematik
Die Erstveröffentlichung von Carex flacca erfolgte 1771 durch Johann Christian Daniel von Schreber in Spicilegium Florae Lipsicae, Appendix 178. Synonyme für Carex flacca Schreb. sind Carex glauca Scop., Carex recurva Huds., Carex claviformis Hoppe und Carex praetutiana Parl.
Je nach Autor gibt es etwa zwei Unterarten:
- Carex flacca subsp. flacca (Syn.: Carex erythrostachys Hoppe, Carex flacca subsp. erythrostachys (Hoppe) Holub): Sie kommt in Nordwestafrika und ist von Europa bis zur Türkei und zum westlichen Russland verbreitet.[4]
- Carex flacca subsp. serrulata (Biv. ex Spreng.) Greuter (Syn.: Carex serrulata Biv. ex Spreng., Carex diversicolor Crantz, Carex cuspidata Host, Carex glauca subsp. cuspidata (Host) Suess., Carex flacca subsp. cuspidata (Host) Schinz & R.Keller): Sie ist vom Mittelmeerraum bis Pakistan verbreitet. Bei dieser Unterart sind die Spelzen der weiblichen Blüten in eine grannenartige Spitze ausgezogen und die Schläuche sind bis 4 zu Millimeter lang.[2] Sie kommt nach Wolfram Schultze-Motel auch im Tessin bei Osogna vor.[2]

## Sonstiges
Ihre zähen Blätter verwendet man ab und zu als Bastersatz zum Aufbinden von Nutzsträuchern. 
Sie ist als Zierpflanze für Gärten beliebt. Aufgrund ihres dichten flächigen Wuchses und ihrer Robustheit wird die Blaugrüne Segge in Parks als Bodendecker gepflanzt, der Bodenerosion verhindert. Sie ist auch eine pflegeleichte Alternative zum klassischen Rasen. Sie verträgt auch leichte Beweidung.